# Антопольевский сельсовет
Антопольевский сельсовет — упразднённая административная единица на территории Чашникского района Витебской области Белоруссии.

## Состав
Антопольевский сельсовет включал 28 населённых пунктов:
- Антополье — деревня
- Барсуки — деревня
- Белая Дуброва — деревня
- Бельняки — деревня
- Бобовка — деревня
- Боровцы — деревня
- Борок — деревня
- Бояры — деревня
- Будилово — деревня
- Будище — деревня
- Дайлидовка — деревня
- Жуки — деревня
- Жучки — деревня
- Замочек — деревня
- Каменец — деревня
- Коровичи — деревня
- Марьино — деревня
- Мелешковичи — деревня
- Осово — деревня
- Подмошье — деревня
- Рыжанки — деревня
- Слидчаны — деревня
- Слободка — деревня
- Соболи — деревня
- Теребени — деревня
- Толпино — деревня
- Хавчи — деревня
- Хмелевка — деревня

Упразднённые населённые пункты на территории сельсовета:
- Первомайская — деревня